# Iwogumoa pengi
Iwogumoa pengi is een spinnensoort in de taxonomische indeling van de nachtkaardespinnen (Amaurobiidae).
Het dier behoort tot het geslacht Iwogumoa. De wetenschappelijke naam van de soort werd voor het eerst geldig gepubliceerd in 1999 door Ovtchinnikov.